# Triple F Life: Friends, Fans & Family
Triple F Life: Friends, Fans & Family — другий студійний альбом американського репера Waka Flocka Flame, виданий 12 червня 2012 р. У записі платівки взяли участь Drake, Нікі Мінаж, B.o.B, Ludacris та ін.
Реліз дебютував на 10-му місці чарту Billboard 200 з результатом у 33 тис. проданих копій за перший тиждень. Він також посів 49-ту позицію Canadian Albums Chart. Більшість критиків позитивно оцінили альбом.

## Передісторія
Після успіху Flockaveli Waka Flocka став серйозним гравцем на хіп-хоп арені. У 2011 репер заснував лейбл Brick Squad Monopoly й підписав на нього нових виконавців.
У січні 2011 в інтерв'ю радіоведучому Бутлеґу Кеву Waka Flocka оприлюднив назву платівки. В інтерв'ю журналу XXL він заявив, що фани, друзі та сім'я були основним джерелом натхнення з самого початку його кар'єри. Альбом записано за 1,5-2 місяці. Очікувалося, що реліз відбудеться в 2011 Waka Flocka переніс його на 2012, оскільки, на думку виконавця, висловлену в інтерв'ю Billboard, яке опублікували в рубриці «The Juice», платівку робили поспіхом: «Я відчував, ніби я намагався задовольнити лейбл, а не людей, які справді слухають музику».
Смерть Slim Dunkin, близького друга, учасника гурту 1017 Brick Squad, також стала причиною перенесення дати випуску, оскільки на той час репер був сильно вражений трагедією й не міг записувати новий матеріал. Альбом присвячено пам'яті загиблого.

## Відеокліпи й сингли
На «Round of Applause», «I Don't Really Care», «Rooster in My Rari», «Let Dem Guns Blam», «Candy Paint & Gold Teeth» та «Fist Pump» існують відеокліпи. Сингл «Round of Applause» видали 14 жовтня 2011, 1 листопада оприлюднили радіо-версію. На оригінальній версії присутній лише Waka Flocka. 10 вересня Drake помістив на свій блоґ «October's Very Own» власний ремікс. Пізніше він став окремком і увійшов до платівки замість початкової версії. «Round of Applause» посів 86-ту сходинку чарту Billboard Hot 100, 15-те місце Hot R&B/Hip-Hop Songs та 16-ту позицію чарту Hot Rap Songs.
Другий сингл «I Don't Really Care» надіслали на радіо 20 березня 2012, 23 березня його видали як завантаження музики. «I Don't Really Care» посів 64-те місце чарту Billboard Hot 100 (тиждень 14 квітня), 33-тю сходинку Hot R&B/Hip-Hop Songs та 21-шу позицію чарту Hot Rap Songs.
5 червня випустили «Get Low», 18 травня — «Rooster in My Rari».

## Список пісень
| #   | Назва                                                      | Автор                                                                                      | Продюсер(и)                             | Тривалість |
| --- | ---------------------------------------------------------- | ------------------------------------------------------------------------------------------ | --------------------------------------- | ---------- |
| 1.  | «Triple F» (Intro)                                         | Хоакін Мелфарс, Лексус Льюїс, Джошуа Луеллен                                               | Lex Luger, Southside                    | 1:39       |
| 2.  | «Let Dem Guns Blam» (з участю Meek Mill)                   | Мелфарс, Луеллен, Роберт Вільямс                                                           | Southside                               | 4:23       |
| 3.  | «Round of Applause» (з участю Drake)                       | Мелфарс, Льюїс, Обрі Ґрехем                                                                | Lex Luger                               | 4:25       |
| 4.  | «I Don't Really Care» (з участю Trey Songz)                | Мелфарс, Тремейн Неверсон, Ерон Сміт                                                       | Skyy Stylez, Troy Taylor                | 3:55       |
| 5.  | «Rooster in My Rari»                                       | Мелфарс                                                                                    | DJ Spinz                                | 2:49       |
| 6.  | «Get Low» (з участю Nicki Minaj, Tyga та Flo Rida)         | Мелфарс, Оніка Мараж, Майкл Стівенсон, Трамар Діллард, Меттью Семюелс, Гарві Міллер        | Boi-1da, DJ Speedy, Breyan Issac        | 4:16       |
| 7.  | «Fist Pump» (з участю B.o.B)                               | Мелфарс, Луеллен, Боббі Рей Сіммонс-молодший                                               | Southside, B.o.B, Jamieson Xavier Jones | 3:48       |
| 8.  | «Candy Paint & Gold Teeth» (з участю Bun B та Ludacris)    | Мелфарс, Бернард Фрімен, Крістофер Бріджес                                                 | Da Honorable C.N.O.T.E., RedWine        | 4:37       |
| 9.  | «Cash» (з участю Wooh da Kid)                              | Мелфарс, Найквен Мелфарс, Льюїс, Луеллен                                                   | Lex Luger, Southside                    | 3:18       |
| 10. | «Lurkin» (з участю Plies)                                  | Мелфарс, Луеллен, Елґернод Вашингтон                                                       | TM88, Southside                         | 4:42       |
| 11. | «Clap»                                                     | Мелфарс, Луеллен                                                                           | Southside                               | 3:39       |
| 12. | «U Ain't Bout That Life» (з участю Alley Boy та Slim Thug) | Мелфарс, Стейв Томас, Луеллен                                                              | Southside                               | 4:39       |
| 13. | «Power of My Pen»                                          | Мелфарс, Майкл Девор-молодший, Коллін Девор                                                | Arkatech Beatz                          | 3:58       |
| 14. | «Flex» (з участю Travis Porter, Slim Dunkin та D-Bo)       | Мелфарс, Луеллен, Лакім Метокс, Донквез Вудс, Гарольд Дункан, Маріо Гамілтон, Дерез Ленард | Southside                               | 3:39       |
| 15. | «Triple F» (Outro) (з участю Wooh da Kid)                  | Мелфарс, Н. Мелфарс, Льюїс, Луеллен, Міллер                                                | Lex Luger, Southside, DJ Speedy         | 4:34       |

| Бонус-треки делюкс-видання | Бонус-треки делюкс-видання                       | Бонус-треки делюкс-видання             | Бонус-треки делюкс-видання | Бонус-треки делюкс-видання |
| #                          | Назва                                            | Автор                                  | Продюсер(и)                | Тривалість                 |
| -------------------------- | ------------------------------------------------ | -------------------------------------- | -------------------------- | -------------------------- |
| 16.                        | «Inky» (з участю Slim Dunkin та Wooh da Kid)     | Мелфарс, Гамілтон, Луеллен, Н. Мелфарс | Southside                  | 4:43                       |
| 17.                        | «Chin Up» (з участю Slim Dunkin)                 | Мелфарс, Гамілтон, Кірні               | Lil Lody, DJ Spinz         | 3:01                       |
| 18.                        | «Everything I Love» (з участю Future та Trouble) | Мелфарс, Нейвадіус Віллберн            | Sonny Digital              | 4:24                       |
| 19.                        | «Barry Bonds» (з участю A$AP Rocky та P Smurf)   | Мелфарс, Ракім Меєрс                   | Da Honorable C.N.O.T.E.    | 3:52                       |